# Aneulophus
Aneulophus là một chi thực vật có hoa trong họ Erythroxylaceae.

## Loài
Chi Aneulophus gồm các loài: